# Hardouin-Gustave d'Andlau
Pour les articles homonymes, voir Andlau (homonymie), Ardouin, Arduin et Hardouin.
Hardouin-Gustave, baron d'Andlau (2 septembre 1787 - Paris ✝ 8 juin 1850 - Paris), est un militaire et homme politique français du XIXe siècle.

## Biographie
Hardouin-Gustave d'Andlau est le fils cadet d'Henry Antoine d'Andlau et de Geneviève d'Helvétius.
Ayant suivi la carrière des armes, il est, sous le Premier Empire, écuyer de l'impératrice Joséphine. Il est créé baron de l'Empire en 1810. Sous-lieutenant des gardes du corps du roi Charles X de France, il parvient au grade de maréchal de camp.
Le 13 juillet 1830, le collège du département de l'Orne l'élit député par 114 voix sur 218 votants et 286 inscrits. Il démissionne dès le 31 août, refusant de prêter serment à la monarchie de Juillet.

## Titres
- 1er baron d'Andlau et de l'Empire (lettres patentes du 6 octobre 1810).

## Armoiries
| Figure | Blasonnement |
|        | Armes de la Maison d'Andlau D'or, à la croix de gueules.                                                                                           |
|        | Armes du baron d'Andlau et de l'Empire D'or à la croix resarcelée de gueules ; au franc-quartier des barons officiers de la maison de l'empereur., |

## Vie familiale
Fils cadet de Frédéric-Antoine-Marc d'Andlau, (15 avril 1736 - Hombourg (Alsace) ✝ 20 juillet 1820 - Paris), Comte d'Andlau, seigneur de Voré, de Remalard et de Feuillée, lieutenant-général honoraire (7 août 1816), député de la noblesse aux États généraux de 1789, député à l'Assemblée constituante de 1789, et de Geneviève-Adélaïde Helvétius (26 janvier 1754 - paroisse Saint-Roch (Paris) ✝ 20 novembre 1817 - château de Voré, Remalard), Hardouin-Gustave épousa, en septembre 1810, Aglaé Tourteau d'Orvilliers (1792 ✝ 15 mars 1868), fille de Jean-Louis Tourteau d'Orvilliers (28 janvier 1759 - paroisse Saint-Barthélémy, Paris ✝ 30 avril 1832 - Paris), comte d'Orvilliers (31 août 1817), marquis d'Orvilliers (25 juin 1822), seigneur d'Esbly, maitre des requêtes, conseiller d'État, pair de France (1815) et de Jeanne Robertine Rilliet. Ensemble, ils eurent :
1. Henriette Cécile d'Andlau (15 décembre 1811 ✝ 28 février 1888 - château de Graville, Vernou-la-Celle-sur-Seine), mariée le 19 septembre 1831 à Tulle, avec Adolphe Louis Charles Alphonse Savary de Lancosme ( ✝ 1837), comte de Lancosme, capitaine commandant au 1er régiment de carabiniers, dont postérité ;
2. Jean Richard Léonce d'Andlau (17 septembre 1815 ✝ 30 juin 1893), comte d'Andlau, conseiller général de l'Orne, marié le 14 décembre 1842, avec Aline Sophie Louise Laurence d'Orglandes (20 octobre 1823 ✝ 3 septembre 1871), fille d'Armand, comte d'Orglandes (1797 ✝ 1871), capitaine aux lanciers de la Garde royale, conseiller général de l'Orne, dont :
  1. Sophie Marie Suzanne, « dite Simone » d'Andlau (château de Voré, 29 juin 1848 ✝ Paris 8e, 26 novembre 1934), mariée, le 4 septembre 1867, avec Albert, comte de Mun (1841 ✝ 1914), Député du Morbihan (1876-1878, 1881-1893), puis du Finistère (1894-1914), dont postérité ;
  2. Jean Camille Arnold d'Andlau (1849-1914), marié en 1878 avec Mlle Marie-Hélène de Chabrol (1857-1923), fille de François Gaspard de Chabrol-Chaméane, dont :
    1. Antoine d'Andlau, capitaine d'infanterie, (1879 - mort pour la France à Hébuterne 1915), non marié ;
    2. Jean d'Andlau (1883-1976), marié en 1918 avec Mlle Béatrix Le Marois (1893-1989), fille du comte Jacques Le Marois et d'Elisabeth de Cléron d'Haussonville, descendante du général d'Empire Jean Le Marois, petite-fille de Jules Polydore Le Marois (1802 ✝ 1870). Dont :
      1. Hélène d'Andlau (1919-2020) dont postérité;
      2. Charles Antoine, Comte d'Andlau (1922-2019) dont postérité;
      3. Othenin d'Andlau de Cléron d'Haussonville (1931-2014), dit « le comte d'Haussonville », châtelain de Coppet, chevalier de la Légion d'honneur (promotion du 1er janvier 2007), marié en 1963avec Mlle de Salignac-Fénelon, dont postérité ;

  3. Geneviève d'Andlau, chanoinesse de Bavière (château de Voré, Rémalard, 29 septembre 1851 - Paris 8e, 25 juin 1895) ;
  4. Anne Marie Gabrielle Antoinette d'Andlau (château de Voré, 16 juin 1858 ✝ château de Barbentane, 15 juin 1907), mariée le 27 mai 1878, avec Pierre, comte Terray (1851 ✝ 1925), maire de Barbentane, conseiller général des Bouches-du-Rhône, dont postérité.